# La Farlède
 La Farlède  (en occitano La Farlèda) es una población y comuna francesa, que se encuentra en la región de Provenza-Alpes-Costa Azul, departamento de Var, en el distrito de Toulon y cantón de Solliès-Pont.

## Demografía
| 1874 | 2540 | 3027 | 4472 | 6491 | 6877 |
| Para los censos de 1962 a 1999 la población legal corresponde a la población sin duplicidades (Fuente: INSEE [Consultar]) |      |      |      |      |      |